# +44
+44 — рок-гурт із США, сформований двома колишніми учасниками гурту Blink 182 басистом Марком Гоппусом і барабанщиком Тревісом Баркером. До гурту також приєдналися два гітаристи: Крейг Фербау (Transplants) і Шейн Галахер (The Nervous Return). Поява дебютного альбому гурту, When Your Heart Stops Beating, відбулася 14 листопада 2006 року. Назва гурту, (+44), походить від телефонного коду Великої Британії, якраз там з'явилися перші плани утворити гурт.

## Історія
Після того, як гурт Blink 182 пішов у «безстрокову відпустку» в лютому 2005 року, Гоппус і Баркер вирішили не припиняти писати музику. Спочатку гурт використовував електричні барабани, синтезатор і семпли, записуючи все безпосередньо в комп'ютер. Під час роботи над демо-версіями пісень, музиканти запросили знайому панк-рок вокалістку Керол Хеллер з гурту Get The Girl на запис декількох пісень. Задоволені результатом Гоппус і Баркер узяли Хеллер в гурт. Навесні 2005 року, Шейн Галахер приєдналися до трійці. У жовтні 2005 року, гурт придбав власну студію. За словами Гоппуса, якраз ця подія стала поворотним моментом в історії гурту. Коли (+44) одержали шанс репетирувати в студії зі справжніми барабанами й гітарами, електронний елемент звучання гурту став менш помітним, але не менш важливим. Якраз в той період Хеллер зрозуміла, що цей гурт не для неї і вирішила сконцентрувати свою увагу на сім'ї. Це спричинилося до її відходу з (+44). Хоча її вокал все ще присутній в піснях «Make You Smile» і «No It Isn't». Гоппус заявив, що ніякої сварки з Хеллер не було і весь гурт підтримав її рішення. Нарешті, останнім оновленням у складі гурту став гітарист Крейг Фербау.

## Перша творчість: When Your Heart Stops Beating

Першу творчість гурту побачила світ 13 грудня 2005 року, цього дня на сайті гурту була найперша демо-версія, яка називалася «No It Isn't». Після, 1 вересня 2006 року, була додана ще одна нова пісня «Lycanthrope», завершальна, що вийшла 7 вересня 2006 року, піснею стала «When Your Heart Stops Beating», яка вперше прозвучала на хвилях американської радіостанції KROQ. Дебют гурту відбувся 14 листопада 2006 року — саме цього дня вийшов повноцінний студійний альбом з однойменною назвою пісні — «When Your Heart Stops Beating». Альбом включає 13 треків і триває рівно 44 хвилини.
- 1. Lycanthrope
- 2. Baby Come On
- 3. When Your Heart Stops Beating
- 4. Little Death
- 5. 155
- 6. Lillian
- 7. Cliff Diving
- 8. Interlude
- 9. Weatherman
- 10. No ItIsn't
- 11. Make You Smile
- 12. Chapter13

## Продовження творчості
Останні події гурту, а саме скасування Європейського туру, указують на те, що гурт впритул зайнятий записом нового альбому, за словами Марка Гоппуса «Гурт нікуди не поспішає, і робить альбом власними силами».